# Tchéquie au Concours Eurovision de la chanson 2016
La Tchéquie est l'un des quarante-deux pays participants du Concours Eurovision de la chanson 2016, qui se déroule à Stockholm en Suède. Le pays est représenté par la chanteuse Gabriela Gunčíková et sa chanson I Stand, sélectionnées en interne par le diffuseur tchèque Česká televize. Lors de la finale, le pays termine 25e, recevant 41 points.

## Sélection
le diffuseur tchèque sa participation Česká televize le 31 août 2015. Gabriela Gunčíková est annoncée comme représentante le 10 mars 2016 est sa chanson I Stand est publiée le 11 mars 2016.

## À l'Eurovision
La Tchéquie participe à la première demi-finale, le 10 mai 2016. Arrivé à la 9e place avec 161 points, le pays se qualifie pour la première fois de son histoire au Concours. Lors de la finale, il termine 25e avec 41 points.